# Władysław Sikorski (1889–1977)
Władysław Sikorski (ur. 10 czerwca 1889 w maj. Tiusz, zm. 25 lutego 1977 w Warszawie) – podpułkownik piechoty Wojska Polskiego, kawaler Orderu Virtuti Militari.

## Życiorys
Urodził się 10 czerwca 1889 w majątku Tiusz, w ówczesnym powiecie krasnoufimskim guberni permskiej, w rodzinie Norberta i Elżbiety z Serafinowiczów. Był wnukiem zesłańca za udział w powstaniu 1863. W 1910 ukończył szkołę techniczną budowy maszyn w Kungurze. W międzyczasie (od 1 września 1909 do 1 sierpnia 1910) odbył służbę wojskową w rosyjskim 194 pułku piechoty, awansując na kaprala. W październiku 1910 został mianowany chorążym rezerwy. W sierpniu 1911 został zatrudniony w firmie Koziełł-Poklewski, w kopalniach azbestu na Uralu na stanowisku kierownika ruchu działu technicznego kopalń.
1 sierpnia 1914 został zmobilizowany do armii rosyjskiej. W szeregach 9 pułku strzelców kaukaskich (ros. 9-й Кавказский стрелковый полк) walczył przeciwko Turkom na froncie kaukaskim. 3 stycznia 1915 został ranny pod wsią Saurmek w Kaukazie Południowym. W kwietniu tego roku wrócił do pułku i dowodził kompanią, a później batalionem w walkach przeciwko Niemcom. Awansował na podporucznika. 1 sierpnia 1915 został przydzielony do 3 Kaukaskiej Dywizji Strzelców (ros. 3-я Кавказская стрелковая дивизия) na stanowisko adiutanta sztabu. W 1916 awansował na porucznika. Później (do 8 grudnia 1917) pełnił obowiązki kierownika obrony gazowej dywizji. Następnie wrócił na Ural i objął stanowisko dyrektora huty szkła w Ertarce.
W sierpniu 1918 jako ochotnik wstąpił do 1 pułku strzelców polskich im. Tadeusza Kościuszki, który organizował się w Ufie. W październiku tego roku wyruszył na front ufimski, gdzie walczył przeciwko bolszewikom. 23 maja 1922 były dowódca 5 Dywizji Strzelców Polskich pułkownik Kazimierz Rumsza we wniosku na odznaczenie Orderem Virtuti Militari napisał:

major Władysław Sikorski od dnia 21 października 1918 do 1 lutego 1919 pełnił obowiązki szefa sztabu oddziału polskiego na froncie ufimskim. Oddział ten na froncie stoczył wiele zwycięskich walk, chlubnie znanych – zwycięstwa te oddział zawdzięczał zdolnościom, tak organizacyjnym, jak i taktycznym swego szefa sztabu mjr. Sikorskiego. Mjr Sikorski brał osobiście udział we wszystkich bojach, gdzie niejednokrotnie okazywał wiele męstwa i odwagi – na przykład: w nocnym boju z 15 na 16 listopada 1918 w miasteczku Bajraki, kiedy wśród oddziału polskiego powstała panika i część oddziału rzuciła się w popłochu do ucieczki, strzelając do swoich, mjr Sikorski zawdzięczając swojej odwadze i zimnej krwi, stanął na czele plutonu kulomiotów, ogniem skierowanym przeciwko bolszewikom wstrzymał atak tych ostatnich, i swoim spokojnym zachowaniem się i przytomnością umysłu, powstrzymał żołnierzy od ucieczki, zorganizował ich, poprowadził ich do nocnego boju na ulicach miasta, który to bój zadecydował o całkowitym zwycięstwie naszym i rozbiciu bolszewików pod Bajrakami, gdzie jako zdobycz w ręce oddziału polskiego dostało się około 30 kulomiotów i wielkie tabory bolszewickie.

W lutym 1919 awansował na kapitana. W maju tego roku został przydzielony do sztabu 5 Dywizji Strzelców Polskich na stanowisko szefa II Biura. 2 września 1919 awansował na majora. 10 stycznia 1920, po kapitulacji dywizji na stacji kolejowej Klukwiennaja, dostał się do niewoli bolszewickiej, w której był „maltretowany w najokrutniejszy sposób”.
W październiku 1921, po uwolnieniu z niewoli, przyjechał do Polski, został przyjęty do Wojska Polskiego i wcielony do 82 pułku piechoty. 10 lutego 1922, na własną prośbę, został przeniesiony do rezerwy. 8 stycznia 1924 został zatwierdzony w stopniu majora ze starszeństwem z 1 czerwca 1919 i 163. lokatą w korpusie oficerów rezerwy piechoty. Posiadał przydział w rezerwie do 82 pp w Brześciu nad Bugiem.
Po zwolnieniu ze służby wojskowej został zatrudniony w Gazowni Miejskiej w Łodzi na stanowisku inspektora Wydziału Sieci Rur Gazowych. Na tym stanowisku pracował do 1939. Mieszkał w Łodzi przy al. 1 Maja 34 m. 7. Obowiązki zawodowe łączył z działalnością społeczną w Związku Oficerów Rezerwy (członek zarządu okręgu), Związku Hallerczyków (prezes chorągwi) oraz Lidze Obrony Powietrznej i Przeciwgazowej (instruktor obrony gazowej II kategorii). W 1934, jako oficer rezerwy pozostawał w ewidencji Powiatowej Komendy Uzupełnień Łódź Miasto II. Posiadał przydział do Oficerskiej Kadry Okręgowej Nr IV. Był wówczas w grupie oficerów „powyżej 40 roku życia”.
We wrześniu 1939 został wyreklamowany od służby wojskowej, a następnie ewakuowany przez Rumunię do Francji. 11 października 1939 został przyjęty do Wojska Polskiego we Francji i skierowany do Obozu Coëtquidan na stanowisko zastępcy komendanta obozu. 3 maja 1940 awansował na podpułkownika. 21 czerwca 1940 ewakuował się do Wielkiej Brytanii. Od 26 czerwca 1940 do 19 sierpnia 1941 był polskim komendantem miasta Glasgow, a następnie zastępcą komendanta Kwatery Głównej w Londynie. 14 kwietnia 1942 został wyznaczony na stanowisko szefa Wydziału Rodzin Wojskowych. Od 2 października 1945 do 15 lutego 1946 pozostawał w rezerwie personalnej oficerów.
21 lutego 1946 wrócił do kraju. Zmarł 25 lutego 1977 w Warszawie i został pochowany na Cmentarzu Komunalnym Północnym w Warszawie (kwatera W-X-4-14-9).
W czerwcu 1928 ożenił się z Haliną z Nowickich (1891–1977), z którą miał dwie córki: Bognę (ur. 1929), po mężu Wierucką i Rosławę (1931–2021), po mężu Dowgird, dyrektorkę Centralnego Ośrodka Metodyki Upowszechniania Kultury w Warszawie. Ponadto sprawował opiekę nad pasierbicą Haliną Marią Zarembą (ur. 1920).

## Ordery i odznaczenia
- Krzyż Srebrny Orderu Wojskowego Virtuti Militari nr 7376[30][31][32] – 22 czerwca 1922[33][34][35]
- Medal Pamiątkowy za Wojnę 1918–1921 – 1929[21][36]
- Order Świętego Stanisława 2 stopnia z mieczami i kokardą – 1 grudnia 1916[9]
- Order Świętej Anny 3 stopnia z mieczami i kokardą – 13 października 1916[9]
- Order Świętego Stanisława 3 stopnia z mieczami i kokardą – 19 stycznia 1916[9]
- Order Świętej Anny 4 stopnia z napisem „Za odwagę” – 5 grudnia 1915[9]